# Herb powiatu bieruńsko-lędzińskiego
Herb powiatu bieruńsko-lędzińskiego – jeden z symboli powiatu bieruńsko-lędzińskiego, ustanowiony 28 września 2002.

## Wygląd i symbolika
Herb przedstawia na tarczyw polu błękitnym złotego orła z głową zwróconą w lewo, wokół którego jest pięć srebrnych krzyży, nawiązujących do miejscowych kościołów.